# Cornelis Johannes van Houten
Cornelis Johannes van Houten, również Kees van Houten (ur. 1920 w Hadze, zm. 24 sierpnia 2002) – holenderski astronom.
Pracując wraz z żoną Ingrid van Houten-Groeneveld odkrył dwie planetoidy, a we troje z Tomem Gehrelsem odkryli 4641 planetoid. Zajmują 1. miejsce wśród indywidualnych odkrywców największej liczby planetoid. W 1966 wraz z żoną odkrył na zdjęciach wykonanych w 1960 przez Gehrelsa kometę okresową 271P/van Houten–Lemmon, która została później zagubiona; ponownie odkryto ją w 2012 w ramach programu Mount Lemmon Survey.
W uznaniu jego zasług jedną z planetoid nazwano (1673) van Houten.